# Lo zio indegno
Pour plus de détails, voir Fiche technique et Distribution.
Lo zio indegno est un film italien réalisé par Franco Brusati, sorti en 1989.

## Fiche technique
- Titre : Lo zio indegno
- Réalisation : Franco Brusati
- Scénario : Franco Brusati, Piero De Bernardi et Leonardo Benvenuti
- Photographie : Romano Albani (en)
- Montage : Gianfranco Amicucci
- Musique : Stefano Marcucci (it)
- Pays d'origine : Italie
- Genre : comédie
- Durée : 100 minutes
- Date de sortie : 1989

## Distribution
- Vittorio Gassman : Oncle Luca
- Giancarlo Giannini : Riccardo
- Andréa Ferréol : Teresa
- Kim Rossi Stuart : Andrea
- Beatrice Palme : La Chanteuse
- Simona Cavallari : Marina
- Stefania Sandrelli : Isabella
- Caterina Boratto : la passante qui aide Luca
- Bruno Corazzari : le Docteur
- Carla Cassola